# Encentrum uncinatum
Encentrum uncinatum är en hjuldjursart som först beskrevs av Colin Milne 1886.  Encentrum uncinatum ingår i släktet Encentrum och familjen Dicranophoridae. Arten är reproducerande i Sverige. Inga underarter finns listade i Catalogue of Life.